# 大桥镇子
大桥镇子（日语：大橋 鎭子，1920年3月10日—2013年3月23日）是一位日本杂志编辑，散文家。家庭生活杂志《生活手帖》创始人。

## 生平
1920年出生于日本东京都千代田区麹町。父亲大桥武雄是一位木材商，担任北海道一家木材工厂经理，1921年搬迁至北海道居住，后因患肺结核回到东京都，五年时间辗转伊东市、镰仓、大森寻找多家疗养院，后于1930年去世。。毕业于东京都立三田高等学校，后入职日本興業銀行。三年后离职进入日本女子大学，一年后因患肺结核退学。。1946年3月与花森安治在东京都银座创建衣装研究所，后改名为生活手帖社。1978年花森安治去世后担任总编辑。2004年将总编辑职位交给横山泰子。
2013年3月23日因肺炎在東京都品川区家里去世，享年93岁。
2016年由NHK推出的晨间小说连续剧《大姊當家》，高畑充希饰演的小桥常子原型即是大桥镇子。

## 著作
- すてきなあなたに 1 - 5（編著、1975年 - 2006年、暮しの手帖社）
- 「暮しの手帖」とわたし （2010年、暮しの手帖社）